# Tenniken
Tenniken est une commune suisse du canton de Bâle-Campagne, située dans le district de Sissach.

Vue aérienne (1968)